# Saison 2012 des Red Sox de Boston
La saison 2012 des Red Sox de Boston est la 112e saison en Ligue majeure de baseball pour cette franchise.
Les Red Sox connaissent en 2012 leur moins bonne saison depuis 1965 et terminent derniers dans la division Est de la Ligue américaine avec 69 victoires et 93 défaites, pour une 24e place sur 30 équipes dans le baseball majeur. La première saison du manager Bobby Valentine est difficile et marquée par diverses controverses, notamment lorsqu'il met publiquement en doute l'ardeur au travail du vétéran Kevin Youkilis, échangé en cours d'année aux White Sox de Chicago. Les nombreux blessés n'aident en rien les performances du club, qui utilise 56 joueurs différents, un record de franchise. Le 25 août, les Red Sox échangent Adrian Gonzalez, Josh Beckett et Carl Crawford aux Dodgers de Los Angeles, se débarrassant d'un coup d'un quart de milliard de dollars en salaires, du jamais vu dans l'histoire du baseball. Valentine est congédié au lendemain du dernier match.

## Contexte
La saison 2011 des Red Sox se termine sur une déroute historique, très similaire à celle des Braves d'Atlanta dans la Ligue nationale, alors que l'équipe bostonnaise gâche son avance de 9 parties au 1er septembre dans la course aux séries éliminatoires pour être devancée au classement par les Rays de Tampa Bay et subir l'élimination au dernier jour du calendrier régulier. Les Sox terminent troisième dans la division Est de la Ligue américaine avec 90 victoires et 72 défaites. Sur une note plus positive, Jacoby Ellsbury collectionne les honneurs : après n'avoir joué que 18 parties en raison de blessures en 2010, le voltigeur des Red Sox gagne un Bâton d'argent, un Gant doré, le prix du plus beau retour de l'année et termine premier chez les joueurs de position mais second après le lanceur Justin Verlander au vote désignant le joueur par excellence de la saison 2011 dans la Ligue américaine.

## Intersaison

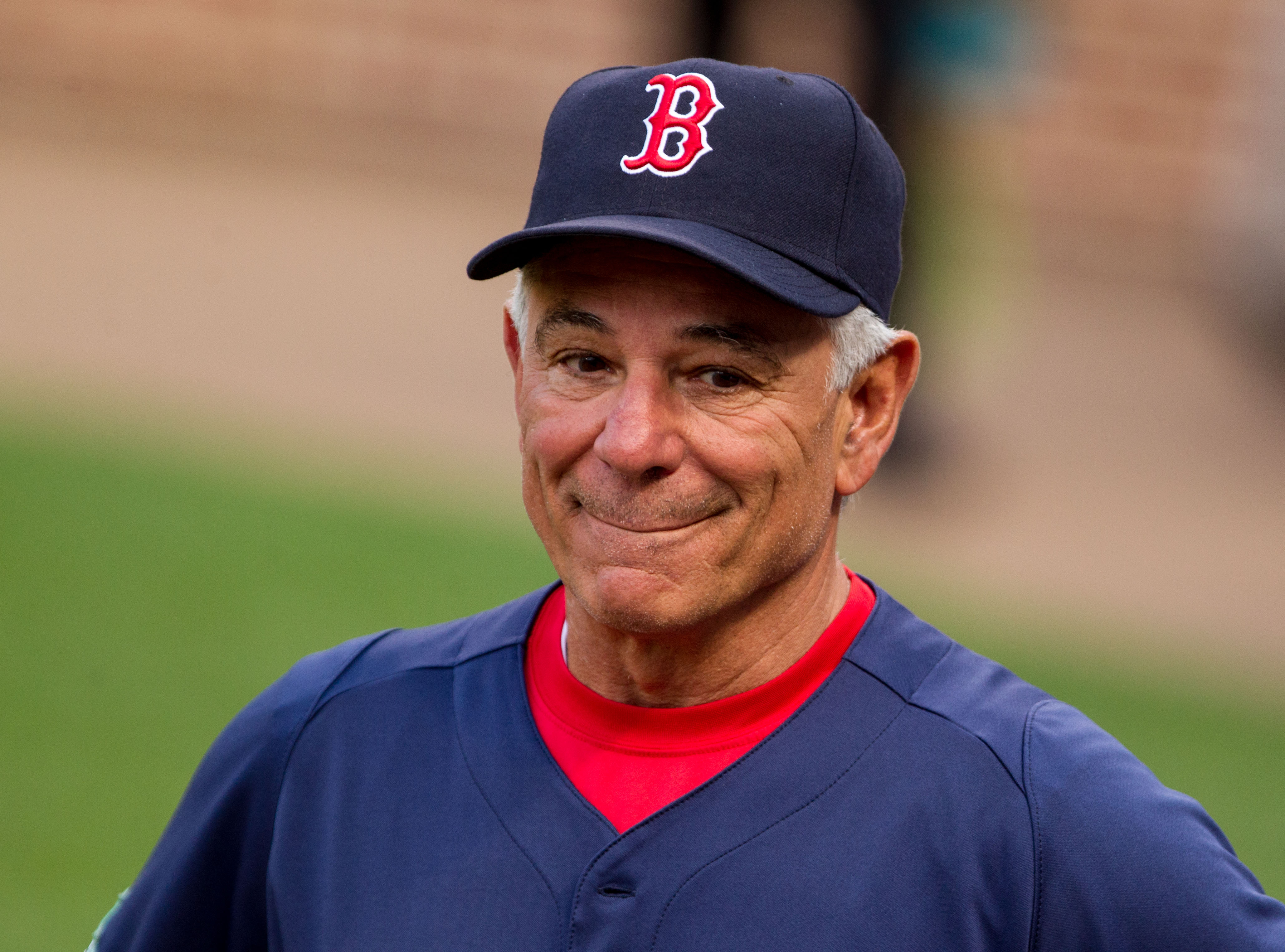
Bobby Valentine.

Après la conclusion de la saison 2011, deux des artisans des deux conquêtes de la Série mondiale par Boston dans les années 2000, Theo Epstein et le manager Terry Francona, quittent leurs postes respectifs. Le premier rejoint l'organisation des Cubs de Chicago et le second est remplacé par Bobby Valentine pour la saison 2012. Deux vétérans des Red Sox annoncent leur retraite : le lanceur Tim Wakefield, à 45 ans le joueur le plus âgé des majeures en 2011 et fort de 200 victoires en carrière, accroche son gant le 17 février 2012, et le receveur et capitaine des Red Sox Jason Varitek fait de même le 1er mars.
Le vétéran David Ortiz, qui s'est joint aux Red Sox en 2003 et qui vient de remporter en 2011 son sixième prix Edgar Martinez comme meilleur frappeur désigné du baseball, annonce en décembre son retour à Boston.
Le 13 décembre, le receveur Kelly Shoppach quitte les Rays de Tampa Bay et signe un contrat d'un an pour 1,35 million de dollars avec les Red Sox.
Après avoir appris en octobre 2011 que le lanceur John Lackey, opéré au coude, ratera toute la saison 2012, les Red Sox procèdent à quelques transactions pour étoffer leur personnel de lanceurs, d'autant plus décimé par le départ du stoppeur étoile Jonathan Papelbon, engagé en novembre par les Phillies de Philadelphie. Le 14 décembre, les Sox obtiennent des Astros de Houston le releveur droitier Mark Melancon en retour du lanceur droitier Kyle Weiland et du joueur d'avant-champ Jed Lowrie. Le 28 décembre, le stoppeur Andrew Bailey et le voltigeur Ryan Sweeney sont acquis des Athletics d'Oakland en échange du voltigeur Josh Reddick, du premier but Miles Head et du lanceur droitier Raul Alcantara, ces deux derniers évoluant toujours en ligues mineures au moment de la transaction.
Boston ajoute aussi plusieurs autres lanceurs via des contrats des ligues mineures : le droitier Vicente Padilla, en provenance des Dodgers de Los Angeles, le droitier John Maine, qui n'a pas lancé en 2011 après avoir quitté les Mets de New York, le droitier Aaron Cook, vétéran de 10 saisons avec les Rockies du Colorado, le gaucher Jesse Carlson, les droitiers Billy Buckner et Garrett Mock et un ancien des Yankees de New York et des Pirates de Pittsburgh, Ross Ohlendorf, un autre droitier. Le lanceur droitier Carlos Silva rejoint les Sox en janvier mais est libéré en mars pendant le camp d'entraînement.
Vainqueur de la Série mondiale 2011 comme joueur réserviste au champ intérieur avec les Cardinals de Saint-Louis, Nick Punto rejoint les Red Sox à la mi-décembre lorsqu'il accepte un contrat de deux saisons. L'arrêt-court Marco Scutaro est le 21 janvier échangé aux Rockies du Colorado contre le lanceur droitier Clay Mortensen. Le 26 janvier 2012, le joueur de champ extérieur Cody Ross, gagnant d'un titre mondial en 2010 avec San Francisco, rejoint le club de Boston pour une saison.
Le lanceur gaucher Érik Bédard quitte les Red Sox pour les Pirates de Pittsburgh et Hideki Okajima, un autre gaucher qui n'a fait que sept apparitions au monticule avec les Sox en 2011, n'est pas de retour avec la formation bostonnaise.

## Calendrier pré-saison
L'entraînement de printemps des Red Sox s'ouvre en février et le calendrier de matchs préparatoires précédant la saison s'étend du 3 mars au 3 avril 2012.
Au dernier jour du camp, les Red Sox apprennent que le stoppeur Andrew Bailey doit une opération pour réparer un ligament au pouce droit. La blessure doit le tenir à l'écart du jeu jusqu'à la pause du match des étoiles, en juillet.

## Saison régulière
La saison régulière des Red Sox se déroule du 5 avril au 3 octobre 2012 et prévoit 162 parties. Elle débute par une visite aux Tigers de Detroit et le match d'ouverture à Fenway Park est joué le 13 avril contre les Rays de Tampa Bay.

### Avril
- 20 avril : Les Red Sox accueillent leurs grands rivaux, les Yankees de New York, lors de la célébration du 100e anniversaire du Fenway Park, où le premier match fut joué le 20 avril 1912 contre les Highlanders de New York, depuis devenus les Yankees[29]. En présence d'anciennes vedettes des Sox, tels Carl Yastrzemski, Johnny Pesky, Bobby Doerr, Carlton Fisk, Jim Rice, Dwight Evans, Ike Delock, Jim Lonborg, Bill Lee, Bruce Hurst, Pedro Martinez, Bill Buckner, Mo Vaughn et Nomar Garciaparra, et de membres plus récents de la franchise tels Jason Varitek, Terry Francona et Tim Wakefield[30],[31],[32], les visiteurs l'emportent 6-2[33]. Quelques personnalités des Red Sox brillent toutefois par leur absence : Wade Boggs, Fred Lynn, Curt Schilling, Manny Ramirez et Roger Clemens[32]. Pour la partie, les deux clubs portent des uniformes spéciaux rappelant ceux de 1912, les Yankees arborant notamment les couleurs des Highlanders[34].

### Juin
- 24 juin : Les Red Sox échangent Kevin Youkilis aux White Sox de Chicago en retour de Brent Lillibridge et Zach Stewart[35].

### Août
- 25 août : Les Red Sox échangent le premier but Adrian Gonzalez, le voltigeur Carl Crawford, le lanceur droitier Josh Beckett et le joueur de troisième but Nick Punto aux Dodgers de Los Angeles contre le premier but James Loney, le deuxième but Iván DeJesús, le lanceur droitier Allen Webster et deux joueurs à être nommés plus tard[36].

### Octobre
- 4 octobre :
  - Au lendemain de ce qui fut leur pire saison depuis 1965, les Red Sox congédient Bobby Valentine[37].
  - Les Red Sox font l'acquisition de Rubby De La Rosa et Jerry Sands, deux joueurs des Dodgers, dans ce qui complète la méga-transaction du 25 août précédent où les vedettes Adrian Gonzalez, Carl Crawford et Josh Beckett avaient été transférées à Los Angeles[38].

### Classement
| Ligue américaine (Division Est) | V  | D  | %    | Diff. |
| ------------------------------- | -- | -- | ---- | ----- |
| Yankees de New York             | 95 | 67 | ,586 | -     |
| Orioles de Baltimore            | 93 | 69 | ,574 | 2     |
| Rays de Tampa Bay               | 90 | 72 | ,556 | 5     |
| Blue Jays de Toronto            | 73 | 89 | ,451 | 22    |
| Red Sox de Boston               | 69 | 93 | ,426 | 26    |

## Affiliations en ligues mineures
| Niveau            | Équipe               | Ligue                   |
| ----------------- | -------------------- | ----------------------- |
| AAA               | Red Sox de Pawtucket | Ligue internationale    |
| AA                | Sea Dogs de Portland | Eastern League          |
| A-Advanced        | Red Sox de Salem     | Carolina League         |
| A                 | Greenville Drive     | South Atlantic League   |
| A (saison courte) | Lowell Spinners      | New York-Penn League    |
| Ligue des recrues | GCL Red Sox          | Gulf Coast League       |
| Ligue des recrues | DSL Red Sox          | Dominican Summer League |